# Hố sụt

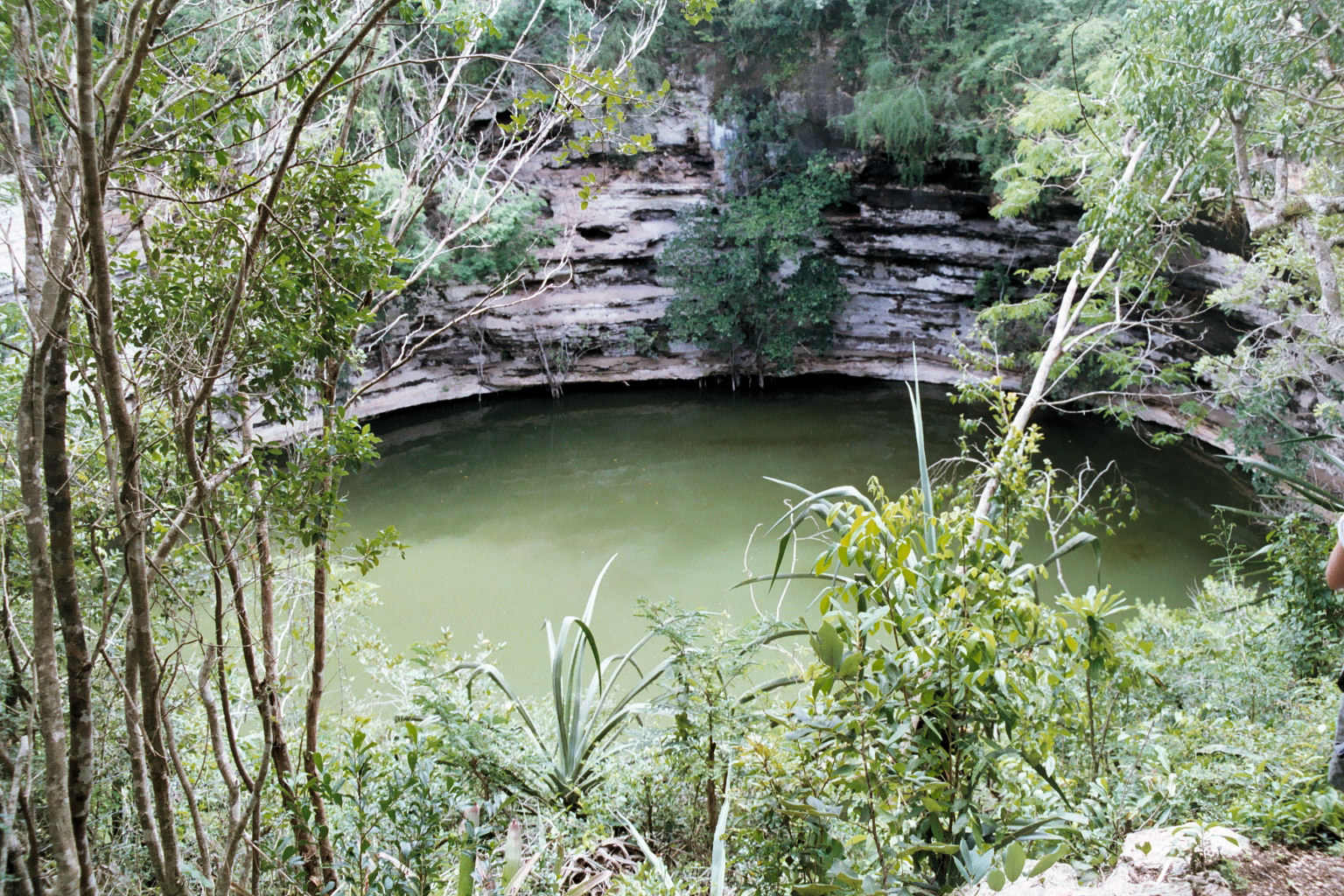
Hố sụt Cenote Thiêng liêng ở Chichén Itzá, Mexico.

Hố sụt (tiếng Anh: sinkhole ), thường được truyền thông gọi là hố địa ngục, hố tử thần, là hố sinh ra do sự sụt lún đất đá trên bề mặt khi đất bên dưới bị làm rỗng dần dần đến mức không còn đủ liên kết để đỡ các khối đất đá bên trên.
Hố sụt là một hiện tượng tương tác tự nhiên, và có những nguyên nhân khác nhau. Thông thường tại vùng xảy ra sụt đất thường có cấu trúc địa chất đặc thù, và một quá trình vận động lâu dài làm rỗng dần đất đá bên dưới, nhưng sự kiện sụt đất thì diễn ra bất ngờ . Hố có thể có dạng tròn hoặc không chuẩn, kích thước ngang và độ sâu từ vài mét đến vài trăm mét. Chúng gây nguy hiểm cho con người và các công trình xây dựng, nên gây sự chú ý và được đặt nhiều tên gọi. Trong tiếng Anh ngoài thuật ngữ "sinkhole" còn được gọi là cenote, shakehole , swallet (suối ngầm), swallow hole (hố vực), doline (thung lũng, gốc từ tiếng Slav).

## Nguyên nhân
Nguyên nhân xảy ra hố sụt là do bên dưới mặt đất có một khoảng trống hoặc đất đá rời rạc, ở đó thiếu hụt vật liệu để đỡ khối vật liệu bên trên. Phần lớn các khoảng trống này hình thành là do mưa nắng xảy ra, nước ngấm xuống các tầng đất đá bên dưới, gây ra phong hóa. Đá từ cứng chắc chuyển dần sang mềm, bị rửa trôi đến mức trở thành xốp và có khoảng trống .
Việc phân loại hố sụt thường dựa theo môi trường đất đá, điều kiện thủy văn và hoạt động phong hóa. Ngoài ra thì hoạt động đào hầm của con người, trong khai khoáng và giao thông, đặt các đường cấp thoát nước,... đều có thể dẫn đến phát sinh hố sụt.

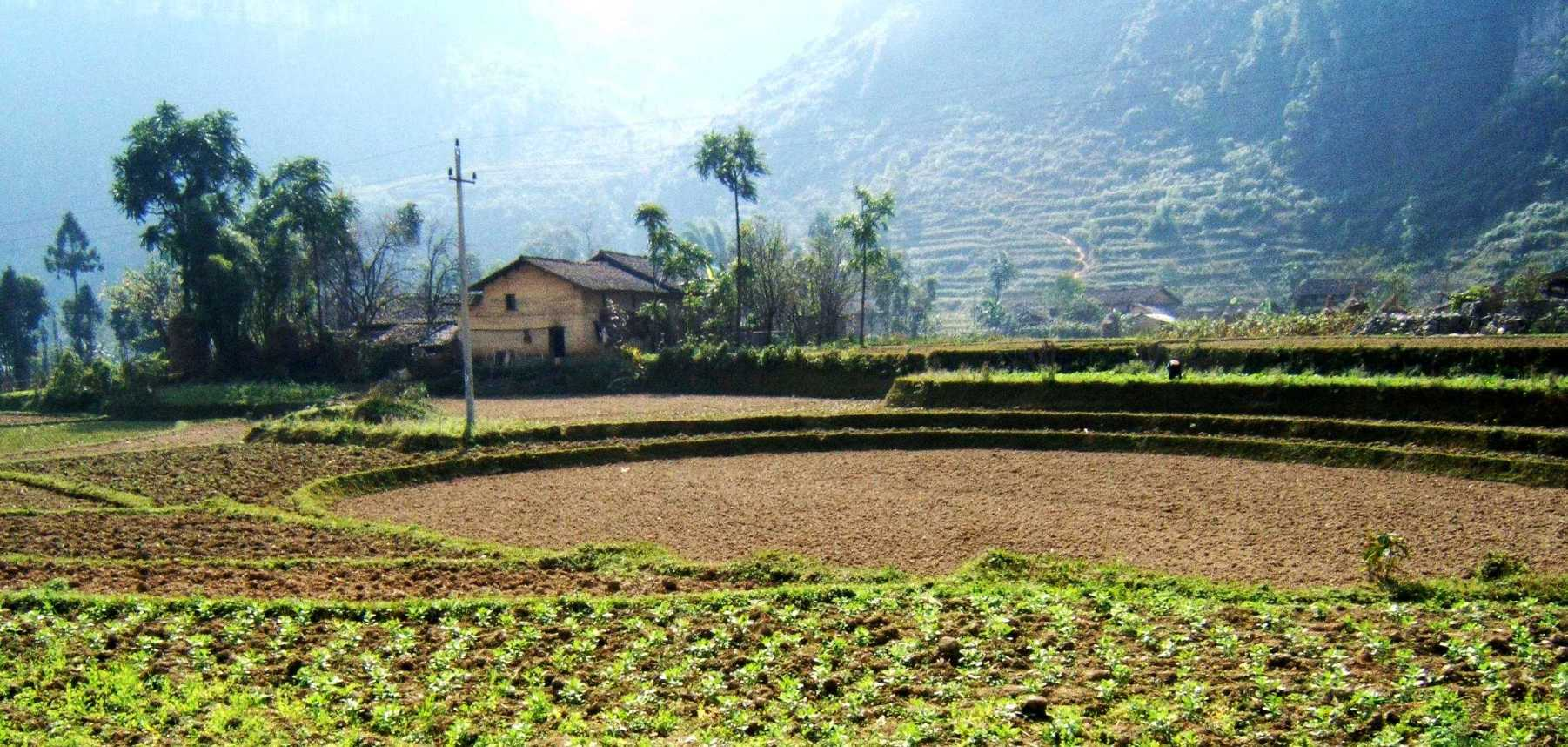
Hố sụt cổ do karst ở xã Phố Cáo, Hà Giang.

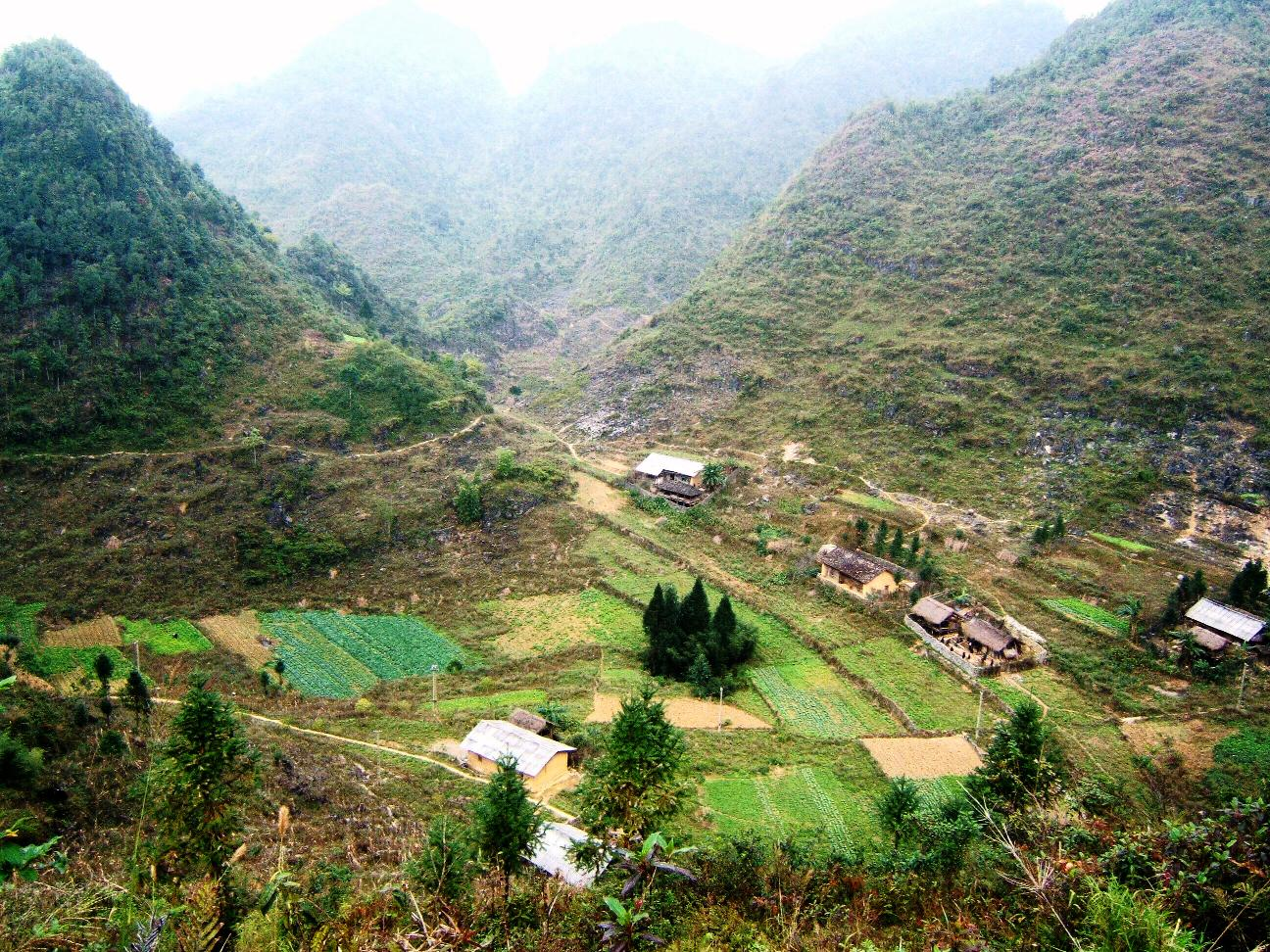
Thung lũng sụt kiểu Doline ở bản Lã Tà xã Sính Lủng, Hà Giang. Chỗ chòm cây xanh sẫm là cửa hang karst.

### Hố sụt karst
Hố sụt karst là hố sụt ở vùng có đá vôi, và là dạng phổ biến nhất. Tại vùng này khi nước mưa chứa CO2 hòa tan ngấm vào đất đá, dẫn đến làm mòn hóa học các khối đá vôi, và làm trôi dần phần đất phong hóa. Kết quả là tạo ra các hang rỗng và được giới địa chất gọi là hang karst. Trải qua hàng trăm triệu năm phát triển, các vùng địa chất được nâng lên hay hạ xuống, dẫn đến hình thành các hình thái các hang này có thể lộ là hang khô như hang Đầu Gỗ ở vịnh Hạ Long, hang Thiên Đường ở Phong Nha, hoặc ngầm dưới nước như một số hang ở Tràng An (Ninh Bình) .
Sự xuất hiện của hang karst tác động lên tầng đất đá phủ phía trần hang. Vào thời kỳ có mưa lớn hoặc kéo dài, đất phủ trở nên mềm yếu còn nước thì đang vận động, dẫn đến sụt lún xảy ra. Tình trạng này đang hiện hữu ở tất cả các vùng có đá vôi lộ ra, như Quảng Ninh, Lạng Sơn, Cao Bằng, Ninh Bình, Sơn La, Thừa Thiên và vùng Cao nguyên đá Đồng Văn,... Đặc biệt những vùng dân cư đông đúc như thành phố Cẩm Phả xây dựng trên đỉnh dải núi đá vôi, thì tai nạn hố sụt đã và còn sẽ xảy ra nhiều lần hàng năm, gây mất an toàn cho cư dân .
Tại các cao nguyên thì độ cao lớn, mực nước thủy tĩnh thấp, hoạt động bào mòn qua hàng triệu năm đã tạo ra các thung lũng kín mà đáy thung lũng có các cửa dẫn tới karst ngầm ở độ sâu lớn dẫn nước đi. Đó là dạng doline (thung lũng sụt), rất phổ biến ở cao nguyên đá vôi. Tại hầu hết các lũng này không lo ngập lụt nhưng lại thường thiếu nước sinh hoạt. Thung lũng lớn như vậy có ở Mậu Duệ, và điển hình là lũng Du Già, Du Tiến ở tỉnh Hà Giang.
Việc khai thác nước ngầm từ các hang ngầm ở vùng này có thể làm yếu khả năng đỡ trần hang và gây sụt đất, như từng xảy ra khi khai thác nước ở Nông trường Đồng Giao, Ninh Bình trước đây.

### Hố sụt ở vùng đá magma
Hố sụt ở vùng đá magma là hiện tượng ít thấy. Tuy nhiên một cơ chế tương tự hố sụt karst vẫn có thể hình thành. Nó liên quan đến lịch sử địa chất xa xưa của quá trình magma xâm nhập và phun trào thành các đợt khác nhau. Trong quá trình đó ngẫu nhiên xảy ra hiện tượng đá dễ bị phong hóa xâm nhập trước, và sau đó có đợt xâm nhập đá khó phong hóa hơn. Kết quả là quá trình phong hóa dài lâu đã làm trôi mạch đá dễ phong hóa nằm dưới, tạo ra hang ngầm. Hệ thống hang động núi lửa hình thành trên đá basalt bên dòng sông Srêpốk tỉnh Đắk Nông là điển hình cho dạng hang này .
Tại những nơi khối đất đá bên trên hang bị phong hóa thì sụt lún tạo ra hố sụt.

### Hố sụt trong trầm tích
Trong các khối trầm tích, gồm cả trầm tích trên núi đá và trầm tích trẻ đang là nền móng công trình, thì sự vận động của nước ngầm luôn luôn là tác nhân rửa trôi các vật liệu dễ hòa tan. Quá trình này diễn ra đủ lâu thì dẫn đến phát sinh các ổ đất xốp. Hiện tượng được gia cường bới các hoạt động của con người như việc lắp đặt hệ thống cấp thoát nước, và các rung lắc do xe cộ đi lại hay hoạt động của máy móc làm xô đẩy đất đá. Tại nơi có các tầng đất đá chứa các vỉa muối kali, natri, thạch cao,... (như ở bên Lào và đông bắc Thái Lan) khi bị thủng các lớp cách nước thì muối bị hòa tan nhanh chóng và có thể tạo ra các hang ngầm kích thước lớn.
Khi các ổ đất xốp đủ lớn và đủ xốp thì sự sụp đổ xảy ra, tạo ra hố sụt ở vùng trầm tích thuần, hoặc thậm chí ở các con đường. Các vụ hố sụt trên đường ở Thành phố Hồ Chí Minh thường được gọi là hố tử thần do tính nguy hiểm của nó đối với giao thông, dẫu hố có quy mô nhỏ . Các vụ vỡ "đường ống dẫn nước sông Đà" ở Hà Nội cũng có thể tạo ra hố sụt, do nước áp lực rửa trôi nhanh đất đá gần điểm vỡ .

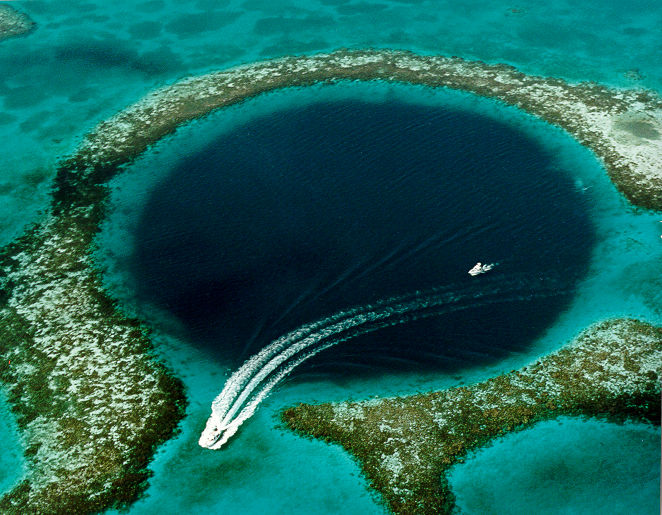
Hố địa ngục Great Blue tại vùng biển Ambergris Caye, Belize.
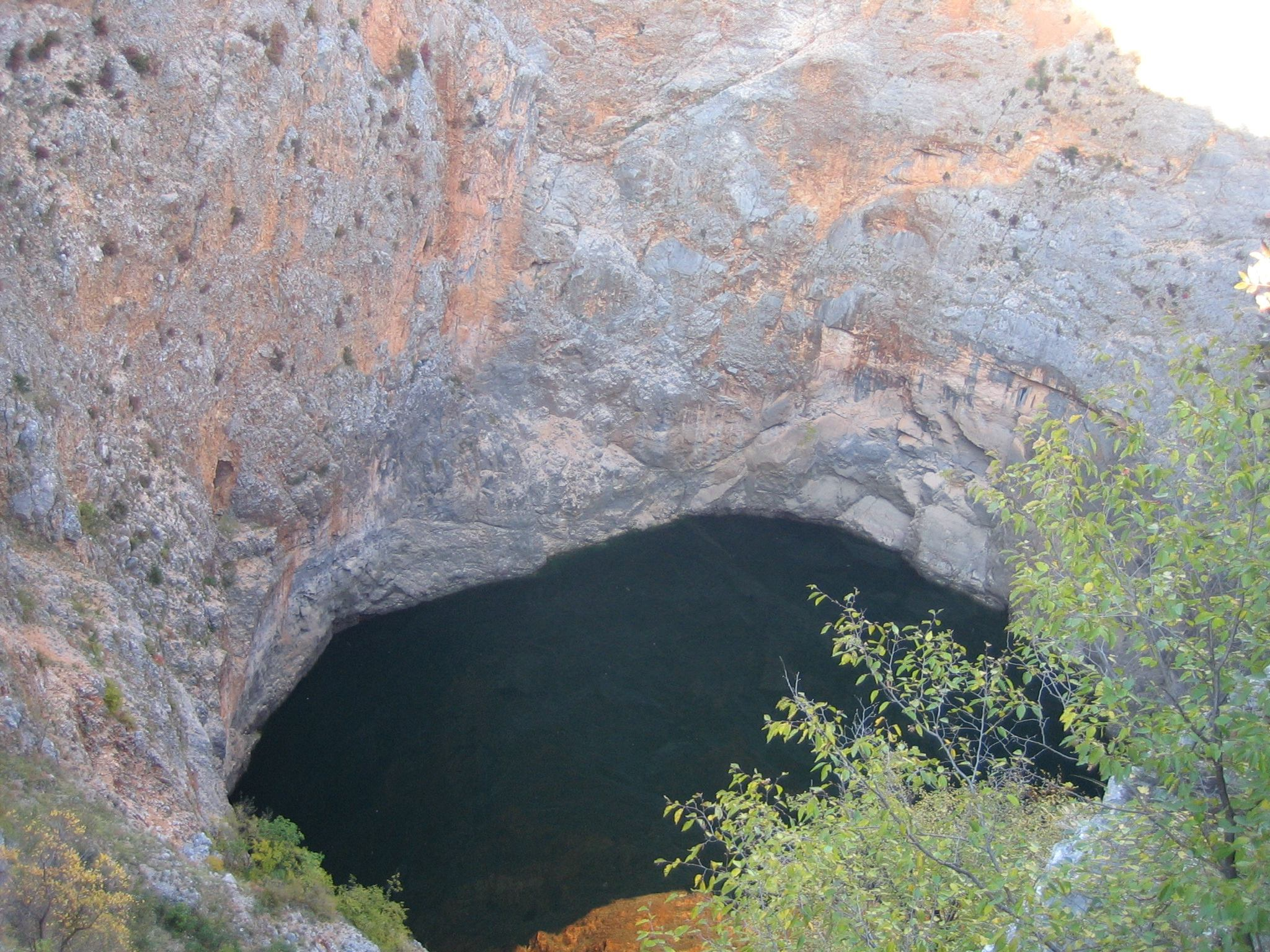
Hố sụt Red Lake, Imotski, Croatia.
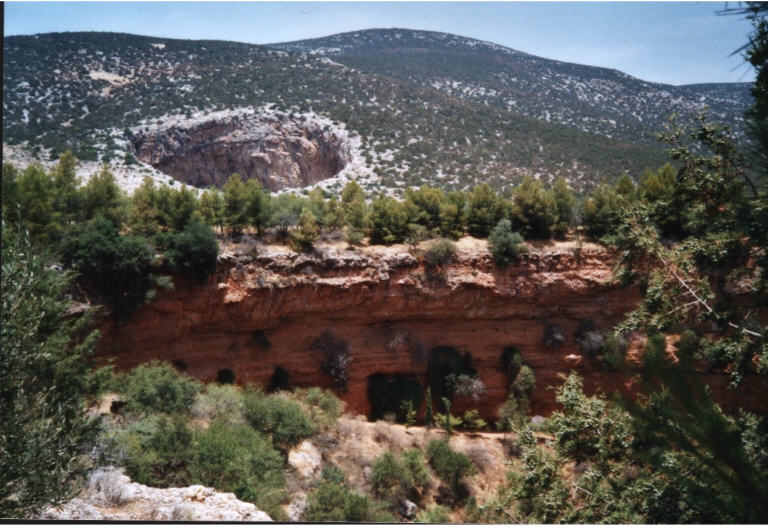
Hai hố sụt ở Dídyma, Ermionida, Hy Lạp.
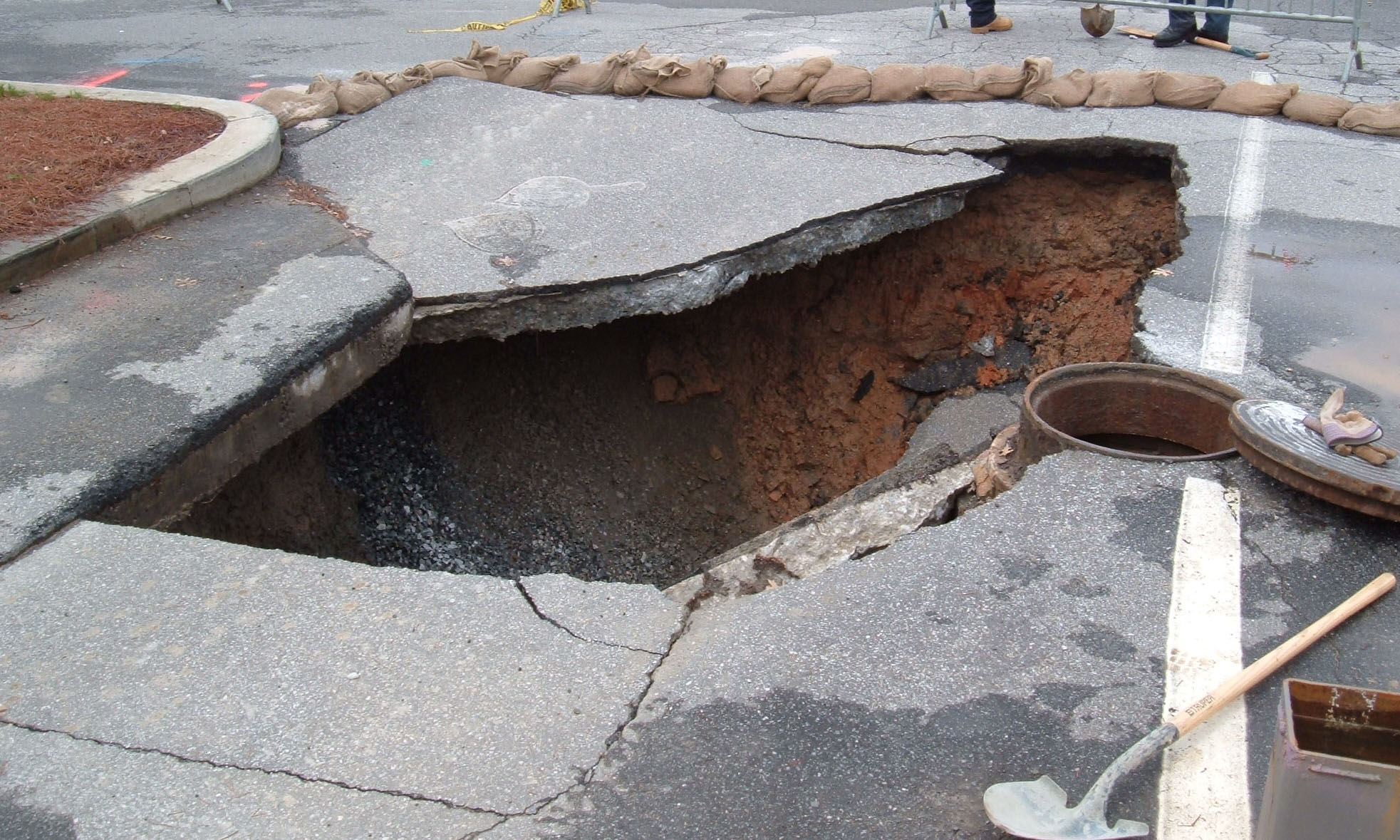
Hố sụt ở đường do nước mưa rò rỉ rửa trôi đất.

### Hố sụt do hầm lò
Các hầm lò khai khoáng, hầm giao thông, hầm dẫn nước,... do con người tạo ra đều làm thay đổi chế độ thủy văn trong vùng. Điều đó dẫn đến phát sinh các vùng đất yếu và sụt đất. Tại vùng mỏ than ở Dương Huy (Cẩm Phả) đã từng xảy ra hố sụt dạng này.

## Những ghi nhận về hiện tượng này
Hố sụt liên tục xuất hiện trên thế giới trong thời gian gần đây như:
- Ở Guatemala:

Sau trận bão nhiệt đới Agatha ngày 30/05/2010 khiến 123 người thiệt mạng và 59 người mất tích tuần qua, một hố có độ sâu khoảng 100 m (tương đương tòa nhà 30 tầng) và đường kính 18 m xuất hiện giữa thành phố Guatemala - thủ đô của nước cộng hòa Guatemala. National Geographic đưa tin một tòa nhà ba tầng đã rơi xuống hố. Theo Livescience, giống như mọi "hố địa ngục" khác trên thế giới, hố tại Guatemala hình thành khi một mảng đất sụp xuống, để lại một khoảng lún trên mặt đất 
Lý giải hiện tượng hố đen ở Guatemala, Phó Giáo sư, Tiến sĩ Nguyễn Đình Hòe, Khoa Môi trường, Đại học khoa học tự nhiên, Đại học Quốc gia Hà Nội cho biết, thông thường các hố đen do các hiện tượng tự nhiên thường phải nham nhở. Trong khi đó, hố đen ở Guatemala lại nhẵn thín, tròn và sâu. Nhiều khả năng, tác nhân gây ra hố đen này là do nền văn minh cổ xưa.
Tuy nhiên theo National Geographic và các báo phương tây khác như The Christian Science Monitor, thì các nhà địa chất xác định rằng hố sụt Guatemala City năm 2010, cũng như hố năm 2007, là do con người gây ra, do khu phố đã xây dựng trên vùng đá bọt núi lửa, khi có mưa lớn thì hệ thống cống rãnh dẫn đến rửa trôi đất và sụp đổ .
- Tại Hoa Kỳ:

Hiện tượng trên cũng xảy ra phổ biến nhất tại các bang Florida, Texas, Alabama, Missouri, Kentucky, Tennessee và Pennsylvania.
- Tại Trung Quốc:

Những hố địa ngục xuất hiện liên tục tại Trung Quốc, như ở Giang Tây, Quảng Tây, Tứ Xuyên .
- Tại Việt Nam:

Tại Việt Nam đã có nhiều các "hố địa ngục". Các hố sụt của Việt Nam chủ yếu xuất hiện ở các vùng có đá vôi. Việt Nam có diện tích đá carbonat khá rộng tới trên 50.000 km² (chiếm khoảng 20% diện tích). Chính điều này đã gây ra hàng loạt hiện tượng sụt đất trên diện rộng như Hà Giang, Phú Thọ, Lạng Sơn, Quảng Ninh, Ninh Bình, Hòa Bình, Điện Biên, Thanh Hóa, Nghệ An, Quảng Bình, Quảng Trị, Hà Tiên,...
Hiện tượng sụt đất ở Việt Nam thường có quy mô không quá lớn, tuy nhiên, nhiều vụ cũng gây thiệt hại về kinh tế dân sinh, đặc biệt là gây hoang mang trong dư luận. Khi tiến hành đo đạc thì thấy trong lòng đất khu đó đã bị rỗng, không chịu được sức tải của nền đất nên cả khu nhà bị sụt xuống. Hay như năm 2009 ở Lạng Sơn có hiện tượng một đoạn đường quốc lộ bị sập xuống. Khi kiểm tra thì phát hiện có một cái hang ở bên dưới. Vì là hố nhỏ nên có thể phun đầy xi măng trám vào chỗ đó.
Theo thống kê của Cục Địa chất Mỹ. Đất tại những bang như Florida, Texas, Alabama, Missouri, Kentucky, Tennessee và Pennsylvania chứa nhiều chất cứng dễ phân hủy hoặc hòa tan như đá vôi, carbonate và tầng muối.
Khi nước ngầm chảy qua những chất cứng đó, chúng sẽ phân hủy hoặc hòa tan, để lại hố và hang ngầm. Khi vòm của những hang ngầm sụp xuống, nó kéo theo cả phần đất phía trên khiến hang hiện ra.
Một số "hố địa ngục" dần biến mất do cát và đất rơi xuống rồi phủ kín. Nhiều hố khác sụt lún khi những lớp đá dễ phân hủy tiếp xúc với mưa và gió .
Tiến sỹ Lê Huy Minh cho biết, hiện tượng đất bỗng nhiên sụt xuống tạo ra hố sâu như trường hợp ở Guatemala không phải là hiếm. Nguyên nhân của hiện tượng sụt đất có nhiều và vẫn còn tranh cãi như sụt do hang ngầm đá vôi, do hoạt động của núi lửa, do hoạt động của các nền văn minh cổ xưa...
Có thể, từ nhiều năm trước, ở khu vực này đã có những cư dân cổ xưa sinh sống. Họ đã thực hiện nhiều cuộc khai mỏ tạo ra các khoảng rỗng. Sau đó, qua thời gian, các thành phố được lấp đầy lên, rồi đất bị xói mòn, tải trọng lớn đã khiến cho đất sụt xuống.
Con người không phải là nguyên nhân tạo nên hiện tượng sụt, nhưng trong nhiều trường hợp con người lại tác động làm cho hố sụt lộ rõ. Ví dụ như con người khai thác nước ngầm quá mức, xây dựng đường xá, nhà cửa quá nhiều làm tăng tải trọng lên lớp đất đá bên trên, sự thay đổi về điều kiện khí tượng thủy văn, việc sử dụng đất dẫn đến thay đổi dòng chảy bề mặt...
Con người cũng có thể là thủ phạm gây ra hố địa ngục, như tại Guatemala. Theo một nhà nghiên cứu Đại học Dartmouth, nước rò rỉ từ hệ thống ống dẫn nước sinh hoạt, nước thải và nước tiêu úng của thành phố làm xói mòn nền đá bọt yếu đã tạo ra chiếc hố rộng 18m, sâu 100m gây xôn xao dư luận những ngày qua.

## Ảnh hưởng
Những "hố địa ngục" sụp xuống bất ngờ có thể gây nguy hiểm và tạo ra những thiệt hại vật chất nhất định cho con người .
Trong vài trường hợp, nước trong hang ngầm biến mất do hạn hán hoặc hoạt động thay đổi dòng nước ngầm của con người (khai khoáng, tưới tiêu hoặc bơm nước lên mặt đất).
Khi không còn nước đỡ vòm hang, phần đất phía trên sụp xuống. Trong trường hợp nước vẫn còn trong hang ngầm, vòm của chúng vẫn trở nên suy yếu dần do khối lượng của lớp đất phía trên nên sụp xuống.
Khi đất phía trên hang ngầm sụp xuống bất ngờ, nó có thể nuốt chửng ô tô, nhà cửa và làm cạn những hồ nước. Vào tháng 9/1999, hồ Jackson gần thành phố Tallahassee, bang Florida, Mỹ - có diện tích hơn 16 km2 - đột ngột cạn nước bởi một hố có độ sâu 15 m. Cục Địa chất Florida cho biết, hồ Jackson liên tục cạn và đầy theo chu kỳ 25 năm. Như vậy người dân gần hồ sẽ thấy nước trong đó sau 14 năm nữa.
Thế giới đã ghi nhận nhiều tai biến sụt đất nghiêm trọng gây hậu quả lớn do các hang động karst ngầm, ví dụ như ở Sao Paulo (Brazil) vào tháng 8/1986, sụt đất đã phá hủy rất nhiều nhà cửa khiến gần 20.000 người phải sơ tán. Theo thống kê chưa đầy đủ, cuối thế kỷ XX Trung Quốc có 23 tỉnh xảy ra sụt đất lớn ở 778 nơi với hơn 30.000 hố sụt.

## Nghiên cứu phát hiện nguy cơ sụt đất

### Điều tra phân vùng nguy cơ
Nghiên cứu phát hiện nguy cơ sụt đất và lở đất (subsidence and landslide) là thành phần trong nghiên cứu "địa chất môi trường - tai biến", đánh giá khả năng xảy ra lở sụt đất của vùng dựa trên tình hình địa chất, kiến tạo, thủy văn và địa chất thủy văn,... của vùng. Nó cung cấp tư liệu cho việc phân vùng nguy cơ tai biến tự nhiên, phục vụ quy hoạch phát triển kinh tế hay đô thị, đặc biệt là khu kinh tế trọng điểm, các lưu vực thủy điện lớn,...

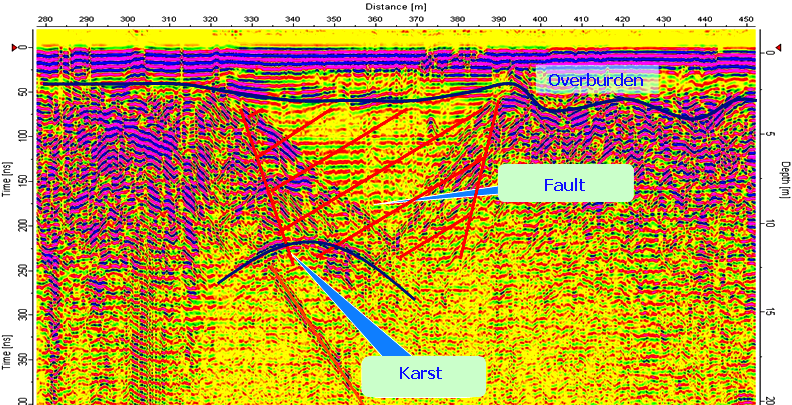
Mặt cắt Radar xuyên đất trên một vùng có đá vôi xảy ra sụt đất do karst gây ra ở Quảng Trị.

Tại Việt Nam công việc này do các liên đoàn Địa chất thủy văn - Địa chất công trình thực hiện và lập thành báo cáo cho từng vùng. Các liên đoàn này trước đây thuộc Tổng cục Địa chất và Khoáng sản, sau này từ tháng 6 năm 2008 thuộc Trung tâm Quy hoạch và Điều tra Tài nguyên nước Quốc gia (NAWAPI), thành viên trong Bộ Tài nguyên và Môi trường Việt Nam. Các nghiên cứu cơ bản cũng được các bộ phận của Viện Khoa học Địa chất và Khoáng sản Việt Nam thực hiện.

### Khảo sát vùng sụt đất cụ thể
Tuy nhiên những nghiên cứu như vậy chỉ cho ra đánh giá nguy cơ dài hạn, phục vụ cho quy hoạch phát triển, mà không đi sâu vào các sự kiện sụt đất cụ thể. Việc khảo sát một diện tích cụ thể, như đòi hỏi của tỉnh Quảng Ninh khi xuất hiện ở các "hố địa ngục" ở Cẩm Phả qua các năm, hoặc hố dưới nền đường ở Thành phố Hồ Chí Minh, quy về việc tìm các khối đất yếu hoặc rỗng bên dưới mặt đất. Việc dò tìm bắt đầu bằng ứng dụng các phương pháp địa vật lý.
- Radar xuyên đất, viết tắt là GPR, có độ sâu khảo sát đến cỡ 15–25 m, dùng cho phát hiện các khối đất xốp yếu, hang rỗng hoặc khối dẫn điện. Giới hữu trách ở Thành phố Hồ Chí Minh đã từng thuê nhóm đo GPR từ Philippines, cũng như đã mua sắm máy, để dò tìm hố tử thần ở đường phố [19]. Những thiết bị Radar xuyên đất sử dụng phổ biến hiện nay là Pulse Ekko (Canada), Mala Ramac X3M (Úc), SIR-10 GPR, SIR-2000 GPR Lưu trữ ngày 11 tháng 12 năm 2015 tại Wayback Machine (Hoa Kỳ), Zond-12E GPR (Latvia),...
- Các phương pháp thăm dò điện trở hoặc điện từ cảm ứng (Electromagnetics, EM) dò tìm hang hay khối xốp lớn hơn và ở sâu hơn đến 50 m, thực hiện các vùng dân sinh hay vùng công nghiệp. Chúng phát hiện các khối đất đá khác nhau theo điện trở suất. Việc phát hiện hang này thuận lợi hơn khi thực hiện vào mùa mưa.

### Trò bịp "tia đất"
Tham gia vào dò tìm hố sụt ở Cẩm Phả, Quảng Trị, và tìm hố tử thần ở nền đường tại Thành phố Hồ Chí Minh, còn có một nhà khoa học với dụng cụ gọi là "máy dò tia đất". Tuy nhiên những dò tìm này không thu được kết quả rõ ràng, và được các nhà khoa học khác chứng minh là "trò bịp bợm", trong đó cái máy dò thực hiện dò tìm đủ thứ theo quy tắc "tìm gì là do chủ máy quyết định" như tìm hố tử thần, tìm nước, tìm kho báu, tìm người chết bị vùi do lở đất,....

## Chỉ dẫn
1. ↑  Xem 2007 Guatemala City sinkhole và 2010 Guatemala City sinkhole